# 新米爾 (博羅瓦區)
49°13′9″N 37°49′33″E / 49.21917°N 37.82583°E
新米爾（烏克蘭語：Новий Мир）是位於烏克蘭東部的村莊，由哈爾科夫州伊久姆區的博罗瓦市镇負責管轄。該村始建於1680年，面積0.78平方公里，海拔高度159米，2025年人口0，人口密度每平方公里103.5人。